# Пиранови
Пирановите (Serrasalmidae) са семейство костни риби (Osteichthyes), включващо около 94 вида.
Пираните хапят и понякога нараняват къпещите се и плувците, но сериозни атаки са рядкост и заплахата за хората е преувеличена. Въпреки това, пираните са значително неудобство за рибарите, защото крадат стръвта, осакатяват улова, и нанасят щети на мрежите.

## Описание
Пирановите са средни до големи по размер и достигат до около един метър на дължина. Имат странично сплескано тяло и дълга гръбна перка.

## Разпространение
Тези риби обитават всички големи и някои по-малки реки на Южна Америка, но са пренесени и в други райони.

## Хранене
Диетата им включва различни семена, плодове, листа, както и различни безгръбначни и гръбначни. Повечето в това семейство са предимно растителноядни.
Много от видовете променят диетата си в зависимост от възрастта и наличните ресурси.
- Acnodon C.H. Eigenmann, 1903
- Catoprion J.P. Müller & Troschel, 1844
- Colossoma C. Eigenmann & C. Kennedy, 1903
- Metynnis Cope, 1878
- Mylesinus Valenciennes, 1850
- Myleus J.P. Müller & Troschel, 1844
- Myloplus T.N. Gill, 1896
- Mylossoma C. Eigenmann & C. Kennedy, 1903
- Ossubtus Jégu, 1992
- Piaractus C.H. Eigenmann, 1903
- Pristobrycon C.H. Eigenmann, 1915
- Pygocentrus J.P. Müller & Troschel, 1844
- Pygopristis J.P. Müller & Troschel, 1844
- Serrasalmus Lacepède, 1803
- Tometes Valenciennes, 1850
- Utiaritichthys A. Miranda-Ribeiro, 1937